# Sequential Circuits Prophet-600
De Sequential Circuits Prophet-600 is een 6-stemmige synthesizer, uitgebracht door Sequential Circuits in 1982.

## Beschrijving
De Prophet-600 leent veel eigenschappen van de uitgebreidere Prophet-5 en bevat 100 geheugenplaatsen waarin een muzikant zelfgemaakte klanken kan opslaan. De Prophet-600 heeft twee oscillators per stem met een zaagtand, driehoek en variabele pulsgolf. Elk van de oscillators kan zowel apart of gelijktijdig worden gestemd.
Het instrument bevat een ingebouwde arpeggiator, een sequencer en poly-modulatie.

## MIDI
De Prophet-600 is een van de eerste synthesizers met een MIDI-interface, die tijdens de NAMM Show begin 1983 werd gedemonstreerd door Dave Smith van Sequential Circuits. Hierbij koppelde hij een Roland Jupiter-6 met een Prophet-600.

## Bekende gebruikers
De Prophet-600 is onder meer gebruikt door Hardfloor, Higher Intelligence Agency en Eat Static.